# 湯の町コンサルタント
『湯の町コンサルタント』（ゆのまちコンサルタント）は、2002年から2006年までTBS系「月曜ミステリー劇場」で放送されたテレビドラマシリーズ。全4回。主演は坂東三津五郎。

## キャスト

### レギュラー
松城章太郎（まつき しょうたろう）
演 - 坂東三津五郎
本作の主人公。『スパ・コーディネート』という温泉旅館のコンサルタントを営む。マイペースなところがあり龍巳や陽子を振り回すこともしばしば。お城マニアで、仕事先でも合間を縫って各地の城巡りをしている。
龍巳浩介（たつみ こうすけ）
演 - 角野卓造
『スパ・コーディネート』の一員。章太郎からは「先輩」と呼ばれている。料理などの査定を担当。仕事先で事件に巻き込まれては取り調べを受けるハメになる、巻き込まれ体質。
西部完一（にしべ かんいち）
演 - たかお鷹
検事。松本で龍巳を事件の容疑者として尋問して以来、赴任の度に龍巳が巻き込まれる事件を担当し、犯人と決めつけるなど龍巳の天敵。
松城陽子（まつき ようこ）
演 - 池上季実子
章太郎の妹。弁護士をしており、自らの事務所を構えている。章太郎と龍巳が事件に巻き込まれるたび、立石とともに呼び出され解決を手伝わされる(龍巳にかけられた嫌疑を晴らす)など、彼女も巻き込まれ体質の節がある。
立石荘之進（たていし そうのしん）
演 - でんでん
陽子の助手。弁護士見習いで、陽子の事務所の手伝いをしながら司法試験への合格を目指している。陽子とともに章太郎や龍巳を手伝うこともある。

### ゲスト
第1作「松本・浅間温泉殺人事件」（2002年）
- 水野節子（浅間温泉「水乃屋」女将・昌史の後妻） - 田島令子
- 工藤真理子（浅間温泉「水乃屋」仲居頭） - 田根楽子
- 高野早智（浅間温泉「水乃屋」仲居） - 尾上紫
- 水野勇次（昌史と前妻の息子） - 松田賢二
- 柏原忠（浅間温泉「水乃屋」板長） - 菅原大吉
- 斉藤（長野県警松本東警察署 刑事） - 下元史朗
- 岡田正治（浅間温泉「水乃屋」番頭） - 清郷流号
- 勝田（長野県警松本東警察署 刑事） - 新納敏正
- 水野昌史（7年前心筋梗塞で死亡） - 青柳文太郎
- 安部さやか（芸者） - 日高ひとみ
- 浅間温泉「水乃屋」仲居 - 稲井田純
- 水野安雄（昌史の父） - 麿赤兒

第2作「加賀百万石殺人事件」（2003年）
- 野上重之（亜矢子の別居中の夫・婿養子） - ラサール石井
- 沼田百合子（花屋店員・野上の同棲相手） - あめくみちこ
- 村山学（深谷温泉「元湯石屋」番頭） - 田村勝彦
- 野上亜矢子（深谷温泉「元湯石屋」女将） - 塩田朋子
- 近藤（暴力団員） - 渡部雄作
- 野上玲子（野上と亜矢子の娘） - 尾野真千子
- 阿部（石川県警金沢北警察署 刑事） - 谷村好一
- 高村（石川県警金沢北警察署 刑事） - 西田聖志郎
- 酒井（暴力団員） - 朝倉伸二
- 平田（暴力団員） - 江端英久
- 直人（玲子の婚約者） - 柏進
- 里奈（深谷温泉「元湯石屋」仲居） - 吉井有子
- 小池保夫（暴力団員） - 出口正義

第3作「びわ湖真珠殺人事件」（2004年）
- 佐藤美茶子（行員） - 秋本奈緒美
- 豊嶋秀夫（湖城銀行湖東支店長） - 渡辺哲
- 鈴木初美（雇われ女将） - 松永玲子（少女期：坂口あずさ）
- 田中江美（住み込み店員） - 春木みさよ（少女期：村崎真彩）
- 野瀬一平（土産物屋） - 村上ショージ
- 島村洋一（ホテルの支配人） - 三田村周三
- 北川満（温泉旅館「秀水旅館」オーナー） - 坂田雅彦
- 由香（仲居） - 田村友里
- 北川誠（北川の息子） - 坂東巳之助
- 松宮博幸（湖城銀行湖東支店 行員） - 津村知与支
- 鑑識課員 - 奥充弘

第4作「恋しの湯伝説殺人事件」（2006年）
- 沼津健一郎（弁護士・正美の同級生） - 山崎銀之丞
- 伊藤正美（戸倉上山田温泉「清風園」女将） - 北原佐和子
- 伊藤繁（正美の別居中の夫・元板長） - 酒井敏也
- 伊藤綾子（戸倉上山田温泉「清風園」支配人・正美の姉） - 植野葉子
- 愛子（中国人ホステス・本名「林愛華」） - 李丹
- 東大徹（温泉評論家） - 海津義孝

## スタッフ
- 脚本 - 水谷龍二、上藤聡
- 演出 - 猪原達三、堀川とんこう
- プロデューサー - 小野鉄二郎（カノックス）
- 編成担当 - 木村理津（第3作）
- 製作 - カノックス、TBS

## 放送日程
| 話数 | 放送日         | サブタイトル           | 脚本            | 演出         |
| ---- | -------------- | ---------------------- | --------------- | ------------ |
| 1    | 2002年11月25日 | 松本・浅間温泉殺人事件 | 水谷龍二        | 猪原達三     |
| 2    | 2003年07月28日 | 加賀百万石殺人事件     | 水谷龍二        | 猪原達三     |
| 3    | 2004年08月23日 | びわ湖真珠殺人事件     | 水谷龍二 上藤聡 | 堀川とんこう |
| 4    | 2006年01月30日 | 恋しの湯伝説殺人事件   | 水谷龍二 上藤聡 | 堀川とんこう |